# Harold Tejada
Harold Alfonso Tejada Canacue (Pitalito, 27 aprile 1997) è un ciclista su strada colombiano che corre per l'XDS Astana Team.

## Palmarès

### Strada
- 2014 (Juniores)

3ª tappa Vuelta del Porvenir de Colombia (Santa Fe de Antioquia > Andes)
- 2019 (Medellín, tre vittorie)

Campionati colombiani, Prova a cronometro Under-23
Campionati colombiani, Prova in linea Under-23
7ª tappa Tour de l'Avenir (Grésy-sur-Isère > La Giettaz)
- 2024 (Astana Qazaqstan Team, una vittoria)

2ª tappa Tour Colombia (Paipa > Santa Rosa de Viterbo)

### Altri successi
- 2019 (Medellín)

Classifica giovani Vuelta Ciclística Independencia Nacional

## Piazzamenti

### Grandi Giri
- Giro d'Italia

2021: 36º
2022: 56º
- Tour de France

2020: 45º
2023: 34º
2025: 44º
- Vuelta a España

2022: 65º

### Classiche monumento
- Giro di Lombardia

2020: 53º

### Competizioni mondiali
- Campionati del mondo su strada

Imola 2020 - In linea Elite: ritirato
Wollongong 2022 - In linea Elite: ritirato
Glasgow 2023 - In linea Elite: ritirato
Glasgow 2023 - Cronometro Elite: 35º